# Jihad islamica egiziana
La Jihad islamica egiziana (in arabo  الجهاد الإسلامي المصري ‎?, JIE), già noto come Jihad islamica (الجهاد الإسلامي), qualche volta indicata anche come "al-Jihād" o "Gruppo al-Jihād", è una organizzazione islamista egiziana attiva dai tardi anni settanta che trova le sue origini dai Fratelli Musulmani. Oggi è elencata dalle Nazioni Unite tra le entità appartenenti o associate ad al-Qāʿida. È anche considerata illegale da diversi governi quali la Federazione russa. Nella lista delle organizzazioni illegali del Dipartimento del Tesoro degli Stati Uniti d'America è equiparata ad al-Qāʿida.
Il JIE ha avuto serie difficoltà dopo aver subìto una serie di arresti di suoi attivisti in tutto il mondo, i più recenti in Libano e Yemen. Obiettivo primario dell'organizzazione è rovesciare il governo egiziano per sostituirlo con uno stato islamico, oltre che attaccare interessi degli Stati Uniti e di Israele in Egitto ed all'estero.

## Storia
Al-Jihād nasce ufficialmente nel 1979 con la fusione di preesistenti gruppi islamisti sorti alla fine degli anni settanta al di fuori del controllo dello storico gruppo dei Fratelli Musulmani. La Jihād, o Tanẓīm al-Jihād (Organizzazione del Jihād), fu costituita nel 1980 dall'emergere di due gruppuscoli islamisti guidati rispettivamente da Muḥammad ʿAbd al-Salām Faraj e dal saʿīdī (abitante dell'Alto Egitto), Karām Zuhdī.

Il suo primo "Emiro" (comandante) fu ʿAbbūd al-Zumar.
A differenza dei Fratelli Musulmani, esse scelgono di operare in clandestinità, facendo ricorso alla lotta armata. Il leader religioso dell'organizzazione viene considerato ʿUmar ʿAbd al-Raḥmān. L'azione più clamorosa, organizzata dal ramo cairota, è l'omicidio del Presidente egiziano Sādāt, avvenuto nel 1981, e il conseguente tentativo insurrezionale messo in atto dal ramo centro-meridionale nella città di Asyūṭ. La rapida trasmissione del potere da Sādāt a Mubārak porta a un'immediata durissima repressione nei confronti dei militanti della Jihād, alcuni dei quali messi a morte (tra questi lo stesso Faraj e i responsabili dell'attentato).

Durante la detenzione, che per molti militanti dura fino al 1984, il gruppo si scinde tra un'ala "militarista", che mantiene il nome di al-Jihād, guidata da Ayman al-Zawāhirī, e una "movimentista", che prende il nome di al-Jamāʿa al-Islāmiyya.

## Attività
L'organizzazione è impegnata soprattutto in attacchi armati contro funzionari di alto livello del governo egiziano, incluso ministri, ed autobombe contro importanti installazioni egiziane e USA.
A partire dal 1992 lanciò, insieme ad altri gruppi armati, una campagna di attentati contro il governo secolare egiziano che durò fino alla fine del decennio con l'assassinio di 1300 persone. In particolare il Jihad egiziano si rese responsabile del tentativo di assassinio del ministro degli interni Ḥasan al-Alfī (agosto 1993) e del primo ministro Atif Ṣidqī (novembre 1993), del bombardamento dell'ambasciata egiziana ad Islamabad (1995) e nel 1998 pianificò un attentato contro l'ambasciata USA in Albania, sventata grazie ad una retata di sospetti che ora sono chiamati i rimpatriati dall’Albania. 

## Dirigenti
Al-Sharīf passò la leadership dell'organizzazione ad Ayman al-Zawāhirī per dissensi con il movimento a metà degli anni ottanta. La fazione di al-Zawāhirī successivamente si alleò con al-Qāʿida che in un secondo momento si fusero in Afghanistan.
Sebbene al-Zawāhirī sia stato spesso indicato come il 'luogotenente' o il 'vicecomandante' di al-Qāʿida, questa descrizione è fuorviante perché implica una struttura gerarchica nell'organizzazione terroristica.

In realtà, al-Qāʿida ha consentito l'unione tra le ampie risorse finanziarie di Bin Laden e la leadership ideologica e operativa di al-Zawāhirī. Indipendentemente dalla fusione di fatto in Afghanistan tra il gruppo di al-Zawāhirī e quello di Bin Lāden, ci sono prove che la Jihad islamica in Egitto conservi una sua indipendenza rispetto a quella di Bin Laden, che fece capo direttamente ad al-Zawāhirī, specie dopo la morte di Bin Laden.

## Localizzazione/Area di operazioni
La Jihād islamica egiziana opera dal Cairo ed ha branche operative anche fuori dall'Egitto, soprattutto in Yemen, Afghanistan, Pakistan, Sudan, i Territori palestinesi, Libano  e Regno Unito.

## Aiuti esterni
Non si è in grado di valutare gli aiuti che l'organizzazione riceva da fuori dell'Egitto. Il governo egiziano afferma che sia l'Iran, sia Osama bin Laden appoggiano la Jihād islamica. Probabilmente riesce ad autofinanziarsi anche grazie a organizzazioni non governative islamiche, operazioni sotto copertura, attività commerciali solo apparentemente legali ed altri gesti criminali.